# Kapituła kolegiacka św. Jerzego w Gnieźnie
Kapituła kolegiacka św. Jerzego na Zamku Gnieźnieńskim – jedna z trzech kapituł kolegiackich archidiecezji gnieźnieńskiej działająca przy kościele pw. św. Jerzego w Gnieźnie. Powstała najprawdopodobniej pod koniec XII wieku w wyniku fundacji książęcej.

## Historia
Historia kapituły sięga X wieku, kiedy to na Wzgórzu Lecha obok rezydencji książęcej została wzniesiona kaplica książęca, w którą opiekowało się kilkoro książęcych kapelanów. Nie była to jednak jeszcze kapituła, która powstała najprawdopodobniej w wyniku uposażenia przez księcia kolegium kapelanów i przemianowanie go przez arcybiskupa gnieźnieńskiego na przełomie XII i XIII wieku. Niestety nie zachował się żaden akt erekcyjny, ani statut kapituły. Pierwsza wzmianka o Kapitule św. Jerzego pochodzi z 5 października 1220 roku z bulli papieża Honoriusza III powołującej  Wincentego z Niałka na arcybiskupa gnieźnieńskiego. Dokument ten wymienia przedstawiciela arcybiskupa elekta, którym był kanonik św. Jerzego Sędziwój.
Kapituła kolegiacka składała się z prepozyta i pięciu kanoników. Prawo prezenty posiadali książęta wielkopolscy, a po następnie królowie polscy. W związku ze sprawowaniem funkcji w kapitule wiązały się otrzymywanie uposażenia odpowiednio dla prepozytury dwie wsie Łęka i Szczawin oraz dla kanonikatów po jednej wsi Malenin, Brzostek, Jerzykowo, Pierzyska oraz prawo do dziesięcin z kilkunastu wsi. Piątemu kanonikowi fundi Strzałkowo przysługiwały jedynie dziesięciny ze wsi Strzałkowo i Paruszewo. Kapituła ponadto posiadała kolegium wikariuszy składającego się z sześciu księży każdy mianowany przez jednego członka kapituły, a opłacanych początkowo z kasy książęcej w wysokości czterech grzywien rocznie, a następnie z daniny młyna konnego w Gnieźnie.
W 1418 roku prymas Mikołaj Trąba dokonał odnowy aktu erekcyjnego, jednak i ten dokument się nie zachował. Nie zachowały się również dokumenty mówiące jaki strój obowiązywał kanoników. Kanonikami zostawali głównie kanonicy już innych kapituł, dla których miało to być dodatkowe uposażenie. 14 marca 1564 roku Zygmunt II August za zgodą arcybiskupa Jakuba Uchańskiego podpisał akt instalacyjny przekazujący prepozyturę kapitule prymasowskiej. Na mocy tego aktu ostatni prepozyt ks. kan. Florian Kotwicz miał otrzymywać coroczną zapomogę finansową. W wyniku wojen, które miały miejsce w XVII i XVIII wieku w Polsce piąty kanonikat przestał przynosić jakiekolwiek dochody w wyniku czego w 1782 roku przestał istnieć. W wyniku sekularyzacji dóbr kościelnych po rozbiorach kapituła utraciła również możliwość utrzymywania wikariuszy, których obowiązki przejęli mansjonarze katedralni. Po odzyskaniu przez Polskę niepodległości liczba kanoników malała, w 1938 roku był tylko jeden powołany w 1922 roku, natomiast w 1947 roku nie było już żadnego.
2 lutego 1963 roku kardynał Stefan Wyszyński odnowił kapitułę nadając jej statut, zgodnie z którym kapituła miała składać się z prepozyta, czterech kanoników gremialnych i kanoników honorowych, których liczby nie określono.
Obecny statut kapituły został nadany przez abpa Henryka Muszyńskiego w dniu 23 kwietnia 1994 roku. Skład kapituły został poszerzony do 10 kanoników gremialnych, a stan kanoników honorowych określono na liczbę porównywalną z liczbą kanoników gremialnych.

## Kanonicy
Obecnie w skład kapituły wchodzi 8 kanoników gremialnych, w tym prepozyt, dwóch kanoników seniorów, 10 kanoników honorowych i dwóch kanoników supra numerarii spoza diecezji.

### Obecny skład Kanoników Gremialnych[c][7]
- ks. prał. dr Tadeusz Nowak – Prepozyt kapituły pw. Św. Jerzego na zamku Gnieźnieńskim Kapelan honorowy Jego Świątobliwości Kanonik gremialny kapituły kolegiackiej Diecezjalny ojciec duchowny Doktor nauk humanistycznych wykładowca psychologii w PWSD w Gnieźnie Proboszcz parafii pw. Św. Floriana w Żninie Dziekan Dekanatu Żnińskiego
- ks. kan. dr hab. Andrzej Bohdanowicz, prof. UAM,
- ks. kan. Adam Zalesiak,
- ks. kan. dr Jarosław Bogacz,
- ks. kan. dr hab. Franciszek Jabłoński,
- ks. kan. Krzysztof Prus,
- ks. kan. dr Wojciech Rzeszowski
- ks. kan. Maciej Lisiecki[8]
- ks. kan. prof. UAM dr hab. Mieczysław Polak[8]
- ks. kan. dr Michał Sołomeniuk[8]

### Kanonicy Seniorzy
- ks. Kazimierz Śmigiel, 2010 (inst. 1987)

- ks. Zbigniew Domagalski, 2019 (inst. 2004)

### Kanonicy Honorowi
- ks. Maciej Lisiecki, mian. 2004
- ks. Hieronim Szczepaniak, mian. 2004
- ks. Paweł Kowalski, mian. 2008
- ks. Tomasz Głuszak, mian. 2014
- ks. Dariusz Sobczak, mian. 2014
- ks. Józef Warczak, mian. 2014
- ks. Marek Chmara, mian. 2015
- ks. Stanisław Talaczyński, mian. 2015
- ks. Tomasz Ryś, mian. 2017
- ks. Adam Czechorowski, mian. 2017
- ks. Andrzej Graczyk mian. 2024[8]
- ks. Mirosław Jasinski mian. 2024[8]
- ks. Karol Świderski mian. 2024[8]
- ks. Krzysztof Walkowski mian. 2024[8]

### Kanonicy Supra Numerarii
- ks. Jan Andrzejczak, mian. 2000 (diec. bydgoska)